# Stanisław Sochaczewski
Stanisław Zygmunt Sochaczewski (ur. 27 sierpnia 1877 w Chyrówce, zm. 14 lipca 1953 w Penley) – generał brygady Wojska Polskiego, kawaler Orderu Virtuti Militari.

## Życiorys
Urodził się 27 sierpnia 1877 w Chyrówce, w powiecie kaniowskim ówczesnej guberni kijowskiej, w rodzinie Wiktora Franciszka (1830–1911), dyrektora cukrowni w Steblowie, i Marii z hr. Ursyn-Pruszyńskich h. Rawicz (1844–1910). W 1895 ukończył 4 Gimnazjum Klasyczne w Kijowie. Studiował prawo na Imperatorskim Uniwersytecie Kijowskim św. Włodzimierza, lecz „nie czuł najmniejszych zdolności w tym kierunku”. 26 września 1900 wstąpił do Jelizawetgradzkiej Szkoły Kawalerii. 13 sierpnia 1902, po ukończeniu szkoły, został mianowany podporucznikiem ze starszeństwem z 13 sierpnia 1901 i wcielony do 22 astrachańskiego pułku dragonów, który 6 grudnia 1907 został przemianowany na 8 astrachański pułk dragonów. W czasie wojny rosyjsko-japońskiej 1904–1905 organizował w Mandżurii partyzantkę chińską. W czasie służby w armii rosyjskiej awansował kolejno na stopień: porucznika ze starszeństwem z 6 grudnia 1905, sztabsrotmistrza ze starszeństwem z 6 grudnia 1909, majora ze starszeństwem z 6 grudnia 1913 i podpułkownika 19 listopada 1917 ze starszeństwem z 21 stycznia 1917.
W czasie I wojny światowej na froncie austriackim. Po rewolucji październikowej od grudnia 1917 do lutego 1918 dowódca Polskiego Kawaleryjskiego Dywizjonu rosyjskiej 8 Armii, potem organizator i dowódca 5 pułku ułanów w II Korpusie Polskim w Rosji (na Wschodzie). Awansowany na podpułkownika w grudniu 1917. Na Ukrainie organizował i dowodził 5 pułkiem ułanów. 11 maja 1918 walczył w bitwie pod Kaniowem i dostał się do niewoli niemieckiej. Internowany w Białej Podlaskiej, a później w Brześciu.
8 grudnia 1918 został przyjęty do Wojska Polskiego z byłego II Korpusu Polskiego, zatwierdzeniem posiadanego stopnia podpułkownika i przydzielony z dniem 14 listopada 1918 do 5 pułku ułanów. Wspomniany pułk sformował w Mińsku Mazowieckim i dowodził nim na wojnie z Ukraińcami, a później wojnie z bolszewikami. „16 maja 1919 na czele oddziału jazdy wykonał rajd na 65 km w głąb frontu ukraińskiego”. 17 maja 1919 „o świcie uderzył na stację kolejową Ołyka szerząc postrach wśród uciekającego do Łucka wroga. Osobiście prowadząc spieszonych ułanów do ataku na bagnety i nie bacząc na to, że został w tym czasie raniony w oko, został do końca w szeregu, zdobywając osobiście jeden karabin maszynowy nieprzyjacielski”. Za ten czyn został odznaczony Orderem Virtuti Militari.
30 września 1920 został zatwierdzony z dniem 1 kwietnia 1920 w stopniu pułkownika, w kawalerii, w grupie oficerów byłych Korpusów Wschodnich i byłej armii rosyjskiej. Od 7 grudnia 1920 dowodził V Brygadą Jazdy. 30 stycznia 1921 został mianowany na stanowisko dowódcy brygady. Od 25 września 1921 dowodził VII Brygadą Jazdy (VII Brygada Kawalerii) w Poznaniu. 15 października 1921 został zameldowany w Poznaniu przy ul. Konopnickiej 3, a 18 kwietnia 1922 przeprowadził się na ul. Matejki 53 m. 7. Pułkownik kawalerii ze starszeństwem z dniem 1 czerwca 1919. Od 1 grudnia 1924 do 20 sierpnia 1925 był słuchaczem II Kursu Centrum Wyższych Studiów Wojskowych w Warszawie. Podczas przewrotu majowego 1926 opowiedział się po stronie rządu i przechwalał się, że przyprowadzi Józefa Piłsudskiego na „lassie”. Od stycznia 1927 pełniący obowiązki dowódcy 3 Dywizji Kawalerii w Poznaniu. 16 marca 1927 został mianowany generałem brygady ze starszeństwem z 1 stycznia 1927 i 13. lokatą w korpusie generałów. Z dniem 31 maja 1929 został przeniesiony w stan spoczynku.
W 1934 przeprowadził się do Warszawy i zamieszkał przy Służewskiej 2 m. 18. 22 lutego 1937 Komitet Krzyża i Medalu Niepodległości odrzucił wniosek o nadanie mu tego odznaczenia „z powodu braku pracy niepodległościowej”. 1 kwietnia 1937 Sąd Grodzki w Warszawie Oddział X przy ul. Przechodniej 8 skazał go na podstawie art. 61 ustawy z 28 kwietnia 1936 – Prawo czekowe na karę dwóch tygodni aresztu z zawieszeniem wykonania kary na okres dwóch lat i na 300 zł grzywny. 29 grudnia 1937 Sąd Okręgowy w Warszawie, Wydział Odwoławczy Karny, po uwzględnieniu apelacji oskarżonego, uchylił wyrok pierwszej instancji i skazał go na 200 zł grzywny z zamianą w razie nieściągalności na miesiąc aresztu.
Po kampanii wrześniowej przedostał się do Francji, nie otrzymał tam jednak przydziału. Po ewakuacji do Anglii przebywał bez przydziału w Stacji Zbornej Oficerów Rothesay. Uczestniczył w spisku gen. Stefana Dąba-Biernackiego. Konsekwencji nie poniósł. Po wojnie pozostał w Wielkiej Brytanii.
Zmarł 14 lipca 1953 w Penley w Walii. Został pochowany na cmentarzu we Wrexham (kwatera D, gr.9318).
8 lutego 1904 w Gniwaniu ożenił się z Ireną Olgą z Rogowskich (ur. 1 sierpnia 1882), z którą miał syna Edwarda Jerzego (ur. 14 lipca 1909).
W 1919 generał Sochaczewski deklarował, że „zupełnie biegle” włada językami francuskim, rosyjskim i ukraińskim, „czyta biegle mówi gorzej” w języku angielskim oraz „mówi biegle ale nie czyta” w języku chińskim.

## Ordery i odznaczenia
- Krzyż Srebrny Orderu Wojskowego Virtuti Militari nr 205[2] – 30 czerwca 1921[38]
- Krzyż Walecznych po raz trzeci[29][33]
- Krzyż Walecznych po raz drugi – 24 grudnia 1921 „w zamian za otrzymaną wstążeczkę biało-amarantową b. armii gen. Hallera”[39][40]
- Krzyż Walecznych po raz pierwszy – 8 października 1921[41]
- Medal Pamiątkowy za Wojnę 1918–1921[29]
- Medal Dziesięciolecia Odzyskanej Niepodległości[29]
- Odznaka za Rany i Kontuzje z dwiema gwiazdkami[42]
- Krzyż Komandorski jugosłowiańskiego Orderu Orła Białego[29]
- Krzyż Oficerski belgijskiego Orderu Korony[29]
- Krzyż Kawalerski francuskiego Orderu Legii Honorowej[29][36]
- francuski Medal Pamiątkowy Wielkiej Wojny[29]
- Medal Zwycięstwa – 12 grudnia 1921[43]

rosyjskie
- Order Świętego Włodzimierza 4 stopnia z mieczami – 1916[44]
- Order Świętego Jerzego 4 stopnia – 1916[44]
- Order Świętej Anny 2 stopnia z mieczami – 1915[44]
- Order Świętego Stanisława 2 stopnia z mieczami – 1915[45]
- Order Świętej Anny 3 stopnia – 1913[46]
- Order Świętego Stanisława 3 stopnia z mieczami – 1905[44]
- Order Świętej Anny 4 stopnia z napisem „Za odwagę” – 1905[44]